# Cefalàlgia vascular
La cefalàlgia (o cefalea) vascular és un terme, ja en desús, per a descriure certs tipus de cefalàlgia que, segons es pensava, estaven relacionats amb la contracció dels vasos sanguinis i la hiperèmia com a causa del dolor.
Ja no es reconeix el terme, i no es menciona a la classificació de cefalees de la Societat Internacional de Cefalees (IHS), tot i que encara és utilitzat per alguns metges i mencionat a alguns sistemes de classificació.
Algunes de les cefalees que es classificaven com a vasculars són:
- Cefalàlgia histamínica de Horton.
- Migranya.
- Cefalàlgia tòxica.